# Медаль Нильса Бора
Медаль Нильса Бора — медаль, присуждавшаяся в 1955—1982 годах Датским инженерным обществом. В 1985 году Золотая медаль Нильса Бора была учреждена Организацией Объединённых Наций по вопросам образования, науки и культуры (ЮНЕСКО), награждения ею состоялись в 1998, 2005, 2008, 202(?)годах

## История премий

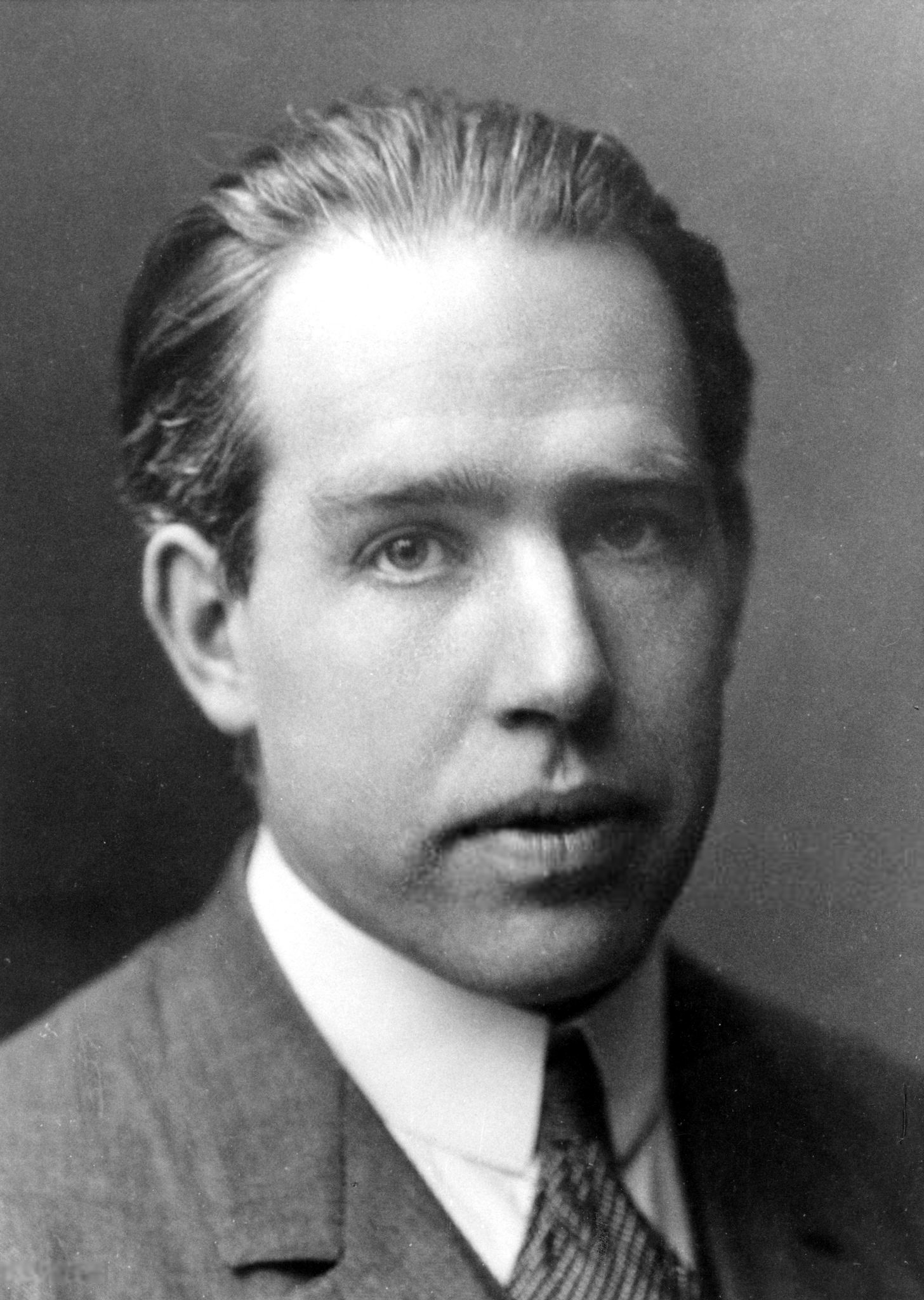
Нильс Бор

В 1955 году в честь 70-летия выдающегося датского физика и общественного деятеля, одного из создателей современной физики Нильса Бора, в Дании была учреждена международная медаль его имени (дат. Niels Bohr-medaljen). Премия присуждалась в 1955—1982 годах Датским инженерным обществом тем учёным или инженерам, которые внесли значительный вклад в мирное использование ядерной энергии. Медаль присуждалась каждые три года, и её лауреатами стали 10 человек, из которых девять (все, кроме Джона Уилера) были лауреатами Нобелевской премии); первым этой медалью был награждён сам Нильс Бор.
В 1985 году в честь 100-летия со дня рождения Нильса Бора ЮНЕСКО учредило Золотую медаль Нильса Бора (англ. UNESCO Niels Bohr Gold Medal). Её присуждают учёным-физикам, внёсшим значительный вклад в развитие науки, а также тем исследователям, деятельность которых имеет или может иметь значительное влияние на наш мир. Медаль была создана шведским скульптором Сивом Холме-Мусе и отчеканена Парижским монетным двором; на ней изображён повторённый шесть раз профиль Нильса Бора.
В 2013 году медалью были награждены Европейская организация по ядерным исследованиям (ЦЕРН), американский общественный деятель Джимми Уэйлс и французский физик Ален Аспе. ЦЕРН был награждён как пример международного сотрудничества учёных из множества стран мира. Уэйлс был отмечен наградой как основатель Википедии, о которой в заявлении ЮНЕСКО сказано, что она является «символом эпохи взаимодействия, в которую мы живём, и это не просто инструмент, это воплощение мечты, столь же древней, как человеческий интеллект и собрания Александрийской библиотеки». Ален Аспе был награждён за вклад в квантовую физику. Эту медаль ему присудило — совместно с ЮНЕСКО — Датское инженерное общество (в сотрудничестве с Институтом Нильса Бора и Датской королевской академией наук), которое в честь столетия Боровской модели атома возобновило награждение учёных. Церемония вручения медали Алену Аспе состоялась 7 октября 2013 года на специальном мероприятии, в котором приняли участие королева Дании Маргрете II и её супруг принц-консорт Хенрик. Церемония вручения медали Джимми Уэйлсу и директору ЦЕРНа Рольфу-Дитеру Хойеру состоялась 5 декабря 2013 года в Копенгагенском университете на международной конференции «Открытый мир» с участием принцессы Мари и Алена Аспе.

## Лауреаты Медали Нильса Бора
Лауреаты медали, вручавшейся с 1955 по 1982 год и с 2013 года:
| Год  | Лауреат                | Страна         |
| ---- | ---------------------- | -------------- |
| 1955 | Нильс Бор              | Дания          |
| 1958 | Джон Кокрофт           | Великобритания |
| 1961 | Дьёрдь де Хевеши       | Швеция         |
| 1965 | Пётр Леонидович Капица | СССР           |
| 1967 | Исидор Айзек Раби      | США            |
| 1970 | Вернер Гейзенберг      | ФРГ            |
| 1973 | Ричард Филлипс Фейнман | США            |
| 1976 | Ханс Альбрехт Бете     | США            |
| 1979 | Чарлз Хард Таунс       | США            |
| 1982 | Джон Арчибальд Уилер   | США            |
| 2013 | Ален Аспе              | Франция        |
| 2018 | Йенс Нёрсков           | Дания          |
| 2022 | Эвина ван Дисхук       | Нидерланды     |

## Лауреаты Золотой медали Нильса Бора
Лауреаты медали ЮНЕСКО:
| Год  | Лауреат                                                 | Страна                    |
| ---- | ------------------------------------------------------- | ------------------------- |
| 1998 | Виталий Лазаревич Гинзбург                              | Россия                    |
| 1998 | Вальтер Кон                                             | США                       |
| 2005 | Мартин Джон Рис                                         | Великобритания            |
| 2005 | Петер Цоллер                                            | Австрия                   |
| 2005 | Хервиг Шоппер                                           | Германия                  |
| 2010 | Джон Пендри                                             | Великобритания            |
| 2010 | Тим Бернерс-Ли                                          | Великобритания            |
| 2010 | Кип Стивен Торн                                         | США                       |
| 2013 | Ален Аспе                                               | Франция                   |
| 2013 | Джимми Уэйлс                                            | США                       |
| 2013 | Европейская организация по ядерным исследованиям (ЦЕРН) | Международная организация |